# Ward-Waldmaus
Die Ward-Waldmaus (Apodemus pallipes) ist eine Säugetierart aus der Gattung der Waldmäuse (Apodemus) innerhalb der Nagetiere (Rodentia). Sie lebt vor allem im Pamir bis in den Hindukusch und den Himalaya in Zentral- bis Südasien.

## Merkmale
Die Ward-Waldmaus erreicht eine Kopf-Rumpf-Länge von 7,2 bis 11,0 Zentimetern und eine Schwanzlänge von 7,0 bis 11,0 Zentimetern. Die Hinterfußlänge beträgt 19 bis 22 Millimeter und die Ohrlänge 14 bis 18 Millimeter. Das Rückenfell ist blass sandfarben-braun bis düster braun-grau. Die Bauchseite ist gräulich-weiß und gut gegenüber der Rückenseite abgesetzt. Der Schwanz ist etwa so lang wie der Restkörper, er ist oberseits braun und unterseits weißlich grau. Die Oberseiten der Vorder- und Hinterfüße sind blasssandfarben-braun. Der Schädel hat eine Länge von 27 bis 28,5 Millimetern. Überaugenwülste wie bei anderen Arten sind bei dieser Art nicht vorhanden und auch nicht angedeutet. Die Art ähnelt der Zwergwaldmaus (Apodemus uralensis), ist jedoch etwas größer und im Rückenfell etwas bräunlicher während die Unterseiten weißer sind.

## Verbreitung
Die Ward-Waldmaus lebt in Zentral- und Südasien und kommt vor allem im Pamir bis in den Hindukusch und den Himalaya vor. Das Verbreitungsgebiet reicht dabei vom südlichen Kirgisistan über Teile von Tadschikistan bis nach Afghanistan und das nördliche Pakistan, das nordöstliche Indien und Nepal. In der Volksrepublik China liegt ein einzelner Nachweis im Südwesten von Xizang vor.

## Lebensweise
Die Ward-Waldmaus lebt vor allem in Nadelwäldern und Rhododendron-Beständen in Höhen von etwa 1500 bis 4000 Metern, wobei die meisten Funde oberhalb von etwa 2450 Metern Höhe liegen.

## Systematik
Die Ward-Waldmaus wird als eigenständige Art innerhalb der Waldmäuse (Gattung Apodemus) eingeordnet, die aus 20 Arten besteht und über weite Teile Europas und Asiens verbreitet ist. Die wissenschaftliche Erstbeschreibung erfolgte durch Gerald Edwin Hamilton Barrett-Hamilton  im Jahr 1900, der die Art anhand von Individuen aus dem Altai-Pamir im Osten von Tadschikistan beschrieb. Er beschrieb sie als Unterart der Waldmaus (heute Apodemus sylvaticus), damals als Mus sylvaticus pallipes. Später wurde sie zeitweise der Zwergwaldmaus (Apodemus uralensis) zugeordnet, gilt heute jedoch als eigene Art.

## Gefährdung und Schutz
Die Art wird von der International Union for Conservation of Nature and Natural Resources (IUCN) als nicht gefährdet (least concern) gelistet. Begründet wird dies durch das große Verbreitungsgebiet und die angenommen großen Bestände der Art. Bestandsgefährdende Risiken für die Art sind nicht bekannt.

## Belege
1. 1 2 3 4 5 6  Himalayan Field Mouse In: Andrew T. Smith, Yan Xie: A Guide to the Mammals of China. 2008, S. 255.
2. 1 2   Apodemus pallipes (Memento vom 22. Dezember 2015 im Internet Archive). In: Don E. Wilson, DeeAnn M. Reeder (Hrsg.): Mammal Species of the World. A taxonomic and geographic Reference. 2 Bände. 3. Auflage. Johns Hopkins University Press, Baltimore MD 2005, ISBN 0-8018-8221-4.
3. ↑  Apodemus pallipes in der Roten Liste gefährdeter Arten der IUCN 2015-4. Eingestellt von: S. Molur, 2008. Abgerufen am 22. Dezember 2015.